# Plaza Blythswood
La Plaza Blythswood (en inglés: Blythswood Square) es una plaza en la zona de la colina de Blythswood en la ciudad de Glasgow, en Escocia al norte del Reino Unido. La plaza fue construida como parte de una expansión hacia el oeste del centro de Glasgow. La plaza fue pensada originalmente por los arquitectos georgianos e intelectuales de la época como el "nuevo" centro de la ciudad, y si bien esto es cierto en gran medida a partir de un punto de vista geográfico, la plaza George, que est al frente de la "Glasgow City Chambers" sigue siendo el centro "oficial de Glasgow".
Hoy la plaza es principalmente liderada por edificios de oficinas distribuidas con fachadas originales de estilo georgiano. 